# Loxosceles apachea
Loxosceles apachea là một loài nhện trong họ Sicariidae.
Loài này thuộc chi Loxosceles. Loxosceles apachea được miêu tả năm 1983 bởi Gertsch & Ennik.